# Віллібальд Пар
Віллібальд Пар (нім. Willibald Pahr; нар. 5 червня 1930, Відень) — австрійський політик і дипломат. З 1976 по 1983 рр. — міністр закордонних справ Австрії, з 1983 по 1986 рік — посол у Німеччині. З 1986 по 1989 рік обіймав посаду Генерального секретаря Всесвітньої туристичної організації, а з 1990 по 1995 рік працював комісаром у справах біженців у Міністерстві внутрішніх справ Австрії.